# Анреп, Василий Константинович фон
Василий Константинович фон Анреп (29 сентября [11 октября] 1852, Санкт-Петербург — 1 октября 1927, Париж) — русский врач, физиолог и фармаколог, профессор медицины, вошедший в историю как пионер местного анестезирования. Член III Государственной думы.

## Биография
Родился в Санкт-Петербурге 29 сентября (11 октября) 1852 года в православной дворянской семье Анрепов. Отец, титулярный советник Константин Федорович фон Анреп (1819–1852), был женат на дочери генерал-майора В. Г. Озерского Юлии Васильевне (1828–1896). Старшая дочь в семье, Юлия, родилась 11 апреля 1851 года.
Окончил Екатеринославскую гимназию (1870) и Медико-хирургическую академию (1876; с отличием).
Участвовал в русско-турецкой войне. В 1878—1881 годах изучал физиологии и фармакологии в Германии в лабораториях профессоров Россбаха в Вюрцбурге, Розенталя в Эрлангене и Людвига в Лейпциге. Доктор медицины (1881; тема диссертации: «Влияние кристаллического аконитина на организм животных»).

### Исследования в области местного анестезирования
Во время стажировки в Вюрцбурге (1879) В. К. Анреп, проводя на себе эксперименты с кокаином, установил, что введённый под кожу слабый раствор кокаина вызывает сначала ощущение потепления, а затем потерю чувствительности в месте укола. Первым в мире экспериментально обосновал местное анестезирующее действие кокаина, дозирование и методику его применения, в 1879 году опубликовав результаты своих опытов в немецком журнале Archiv fur Physiologie.
В зарубежной литературе первооткрывателем метода использования кокаина для местной анестезии долгое время считался австрийский офтальмолог К. Коллер, обнародовавший результаты своих исследований в 1884 году. Позже западные научные источники признали Анрепа «забытым пионером» местной анестезии. В 1884 году фон Анреп опубликовал в российском еженедельнике «Врач» статью «Кокаин как местноанестезирующее средство», в которой, основываясь на собственном пятилетнем клиническом опыте, конкретизировал рекомендации к применению кокаина при воспалительных заболеваниях, в офтальмологии, оториноларингологии, неврологии, пульмонологии. Тогда же его ученик И. Н. Кацауров описал несколько офтальмологических операций под местным наркозом кокаином.

### Преподавательская и административная деятельность

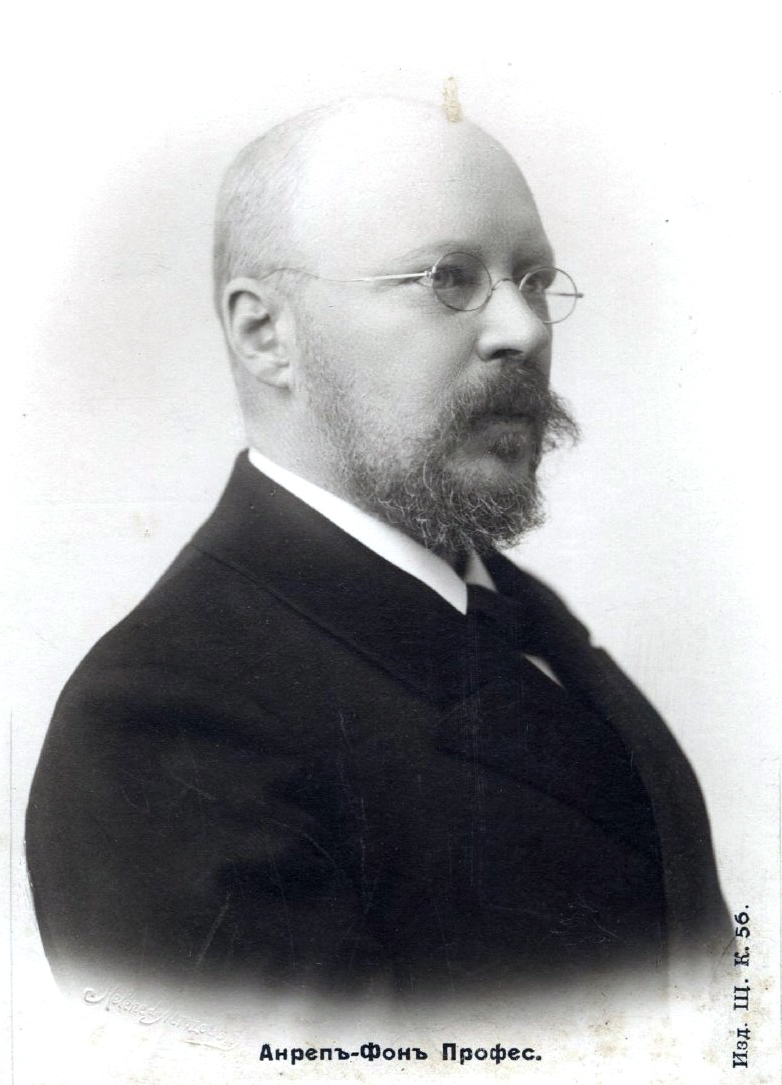
Василий Константинович фон Анреп

- С 19 апреля 1881 года по 17 октября 1882 года был на службе по ведомству министерства народного просвещения; в 1882 году — приват-доцент фармакологии Военно-медицинской академии.
- С 3 мая 1884 по 1887 год — профессор судебной медицины Харьковского университета.
- В 1887—1889 годах — профессор судебной медицины Училища правоведения в Петербурге и, одновременно, профессор физиологии Еленинского клинического института (Клинического института великой княгини Елены Павловны).

В 1889 году был одним из организаторов Института экспериментальной медицины. В 1892 году исполнял поручения по организации борьбы с холерой в Поволжье и в Северном Причерноморье; с 1 января 1890 года — действительный статский советник.
По назначению министра народного просвещения занимался созданием Женского медицинского института в Петербурге: возглавил работу по составлению сметы, разработке проекта, а затем и по строительству этого учебного заведения (к его открытию в 1897 году были построены Главное здание, Патологоанатомический институт и собственная электростанция); в 1897—1899 годах был первым директором института.
Награждён орденами Св. Владимира 3-й ст., Св. Станислава 1-й, 2-й и 3-й (1878) ст., Св. Анны 1-й и 2-й (1888) ст.; имел серебряную медаль за спасение погибавших на Владимирской ленте.
- В 1899—1901 — попечитель Харьковского учебного округа. Тайный советник с 1 января 1900 года.
- В 1901—1902 — попечитель Санкт-Петербургского учебного округа. Покинул учебное ведомство после конфликта со сторонниками классического образования.
- В 1902—1904 — директор Медицинского департамента Министерства внутренних дел.
- В 1904—1907 — главный врачебный инспектор.

## Участие в политике

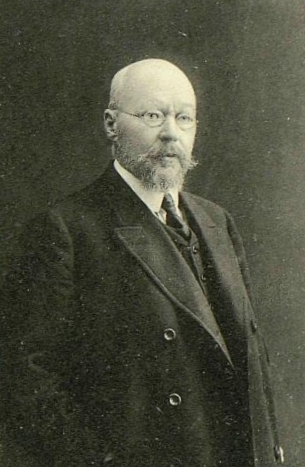
Фон Анреп, 1910

Член Центрального комитета партии «Союз 17 октября». В 1907—1912 — член III Государственной думы (от Петербурга), председатель комиссии по народному образованию, член бюджетной комиссии.
Принадлежал к умеренно-либеральному крылу фракции октябристов, активно критиковал деятельность Министерства народного просвещения, вместе с А. И. Гучковым добился у П. А. Столыпина разрешения принятым в университеты студенткам закончить обучение (в министерстве полагали, что женщины были зачислены в высшие учебные заведения незаконно и подлежали исключению).
По вопросу об автономии Финляндии занимал ярко выраженную русификаторскую позицию.
Баллотировался в IV Государственную думу, но не был избран в связи со снижением популярности партии октябристов.
Был председателем совета Русско-Французского коммерческого банка и Петербургского городского кредитного общества.

## Первая мировая война
В годы Первой мировой войны являлся председателем Мобилизационного совета при Главном управлении Российского Общества Красного Креста и состоял членом Совета складов того же общества.
В 1915—1917 годах — консультант при Верховном начальнике санитарной и эвакуационной части действующей армии принце Александре Ольденбургском; 22 июля 1916 года был «вне правил» удостоен ордена Святого Александра Невского.

## Эмиграция
Во время Гражданской войны В. К. Анреп оказался на юге России, но участия в активной политической деятельности не принимал. 22 июня 1921 года он вернулся из Ростова в Петроград. Эмигрировать Василий Константинович не собирался, несмотря на то, что родные и приемные сыновья уже уехали из России. 
Невестка (жена его внука) Василия Константиновича вспоминала: «Сам В. К. оставался в Петербурге, пока его не обвинили в сокрытии запасов муки. Дважды его арестовывали, один раз на целых полгода. <...> удалось раздобыть эстонский паспорт для В.К., хотя Анрепы уже триста лет как не жили на эстонской земле… В. К. приехал в Лондон — невысокий печальный беженец шестидесяти девяти лет».
9 декабря 1921 года В.К.Анреп выехал в Ревель, а оттуда в Великобританию, затем во Францию. Жил в семье пасынка — В.П.Шуберского. Умер 1 октября 1927 года в Париже. Похоронен на кладбище Пер-Лашез.

## Сочинения
Автор около 50 научных работ по физиологии, фармакологии, судебной медицине, в том числе:
- Сердечные волокна блуждающих нервов у новорожденных.
- Перерезка блуждающих нервов у птиц.
- Физиологические исследования в области дыхания и сосудо-двигательных нервов.

Под редакцией В. К. Анрепа были изданы два тома работ по судебной медицине (1886, 1887) и сборник работ по чуме (1907).

## Семья
Женился на Прасковье Михайловне Зацепиной (1857—1918). В первом браке Прасковья Михайловна была замужем за Петром Эмильевичем Шуберским (Эрнст Петер Людвиг Шуберский; 1850–1881), финансистом, товарищем юности В.К.Анрепа.  Ее сыновья от первого брака, к которым Василий Константинович относился как к родным: 
- Владимир Петрович Шуберский (1877—1958, Париж), инженер, промышленный деятель. Окончил Институт инженеров путей сообщения (1901). Директор Общества Алтайской железной дороги, Общества Северо-Донецкой железной дороги. Член правления Товарищества механических и чугунолитейных заводов «Молот» (СПб), Русско-французского коммерческого банка. Организатор и первый директор Российского товарищества воздухоплавания. Участник Белого движения. Эмигрировал, жил во Франции. Похоронен на кладбище Пер-Лашез. Был женат на Евдокии Михайловне Хилковой (1882—1966), дочери князя М.И.Хилкова.
- Эраст Петрович Шуберский (1880—1932/3, Любляна), инженер путей сообщения, в 1915 году — начальник управления Московско-Виндавской железной дороги, начальника Управления железных дорог во Временном правительстве. После Октябрьской революции он был членом Национального центра, надпартийной антибольшевистской организации, которая поддерживала Белое движение.  Эмигрировал. Жил в Югославии, служил в банке. Был женат на Нине Ивановне Гуаданини (ок.1891—1956), дочери И.А.Гуаданини. После его смерти Нина Ивановна вышла замуж за А. Д. Билимовича.[6]

Сыновья: 
- Борис Васильевич фон Анреп  (1883—1969), художник, литератор.
- Глеб Васильевич фон Анреп (1889—1955), физиолог.

## Память
В Санкт-Петербурге по адресу ул. Льва Толстого, 6/8 на здании Первого Санкт-Петербургского государственного медицинского университета имени академика И. П. Павлова установлена мемориальная доска: «В этом здании в 1897-1899 годах жил и работал первый директор Женского медицинского института, основоположник местного обезболивания Василий Константинович Анреп (1852-1927)». 